# Robert Rinchard
Robert Rinchard, né à Mornimont (Belgique) le 29 mai 1931 et mort à Namur le 20 juillet 2024, est un marcheur athlétique belge, qui excelle sur les longues et très longues distances.

## Carrière
Robert Rinchard a été champion de Belgique du 20 km marche en 1963, 1968 et en 1969, champion de Belgique du 50 km marche en 1966, 1969 et 1971 ainsi que du 100 km marche en 1972.
Aux Championnats d'Europe d'Athènes de 1969, il finit 19e au 20 km marche et 13e au 50 km marche.
Par après, il s'est plus spécialement concentré sur les ultra-longues distances. Il a ainsi remporté trois fois la classique Paris-Strasbourg en 1973, 1974 et 1976. En 1975, il a terminé neuvième, ayant parcouru 415 km sur les 507 que compte l'épreuve. En 1976, il remporte la première édition de la course de 24 heures de marche de Château-Thierry, épreuve qualificative pour la course Strasbourg-Paris.
Il était affilié à l'Entente Sportive Jambes.